# Wartenberg (Berlino)

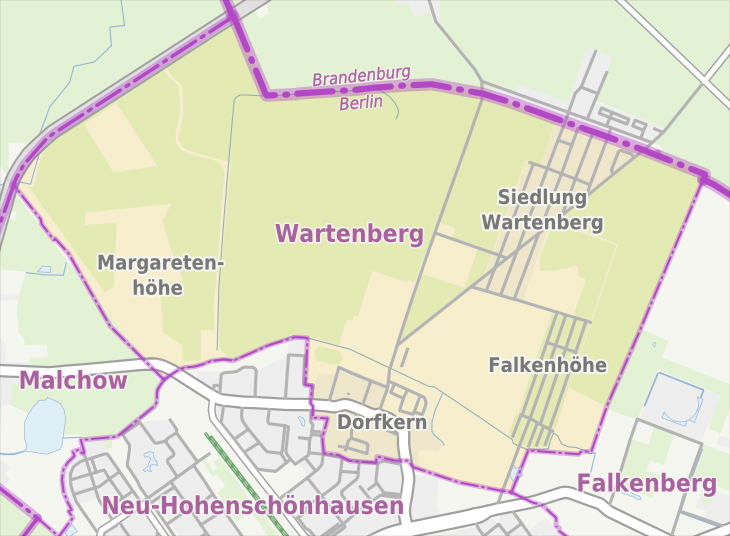
Mappa del quartiere

Wartenberg è un quartiere di Berlino, appartenente al distretto di Lichtenberg.